# Raúl Nogués
Raúl José Nogués (* 26. Februar 1952 in Buenos Aires) ist ein ehemaliger argentinischer Fußballspieler.

## Sportlicher Werdegang
Nogués schloss sich als Teenager den Chacarita Juniors an, für die er 1970 im Erwachsenenbereich debütierte. Im Sommer 1972 wechselte der Offensivspieler nach Europa, wo er sich dem in die Division 2 abgestiegenen OSC Lille anschloss. Nachdem er in der Spielzeit 1972/73 mit dem Zweitdivisionär als Tabellendritter den direkten Wiederaufstieg verpasst hatte, gelang in der folgenden Spielzeit als Zweitligameister die Rückkehr. Da er beim nordfranzösischen Klub als regelmäßiger Torschütze aufgefallen war, wechselte er jedoch den Verein und schloss sich am südlichen Ende Frankreichs Olympique Marseille an. In der Erstligasaison 1974/75 wurde er unter dem vom Spielfeld auf die Trainerbank gewechselten Jules Zvunka mit dem neuen Klub hinter Titelverteidiger AS Saint-Étienne Vizemeister. In der Coupe de France 1975/76 zog er mit der Mannschaft ins Endspiel gegen Olympique Lyon ein. Dort erzielte er die zwischenzeitliche 1:0-Führung, kurz vor Spielschluss erhöhte Sarr Boubacar zum 2:0-Endstand und somit zum Titelgewinn.
1977 wechselte Nogués zur in die Division 1 aufgestiegene AS Monaco, wo er auf seinen Landsmann Delio Onnis traf. Gemeinsam gewannen sie als Liganeuling in der Spielzeit 1977/78 vor Titelverteidiger FC Nantes und Mitaufsteiger Racing Straßburg die Meisterschaft. In der Coupe de France 1979/80 folgte der zweite Titelgewinn mit dem Klub, als im Finale US Orléans mit 3:1 besiegt wurde. Nogués gehörte dabei nicht zu den von Trainer Gérard Banide eingesetzten Spielern und verließ nach drei Jahren kurze Zeit später den Klub. Nach einem Jahr bei OGC Nizza wechselte er im Sommer 1981 zum amtierenden Meister AS Saint-Étienne, mit dem er in der Saison 1981/82 an der Seite von Michel Platini, Patrick Battiston, Johnny Rep, Gérard Janvion und Jean-François Larios hinter seinem monegassischen Ex-Klub Vizemeister wurde. Auch im Endspiel um die Coupe de France 1981/82 verpasste er mit dem Klub einen Titel, Paris Saint-Germain setzte sich im Elfmeterschießen durch.
Im Sommer 1982 schloss sich Nogués dem aufstrebenden Pariser Klub Racing Club de France Football an, der als Aufsteiger in der Division 2 antrat. In der Zweitligasaison 1982/83 platzierte sich die Mannschaft auf dem vierten Tabellenplatz ihrer Gruppe. Anschließend ging er jedoch in die Schweiz, wo er vom Erstliga-Aufsteiger FC La Chaux-de-Fonds verpflichtet worden war. In der Spielzeit 1983/84 belegte er mit dem Klub den siebten Platz der Nationalliga A und wurde zum besten ausländischen Spieler des Jahres gewählt. In den folgenden Jahren spielte er mit dem Klub gegen den Abstieg, der nach nur einem Saisonsieg in der Spielzeit 1986/87 nicht mehr abgewendet wurde. Beim Schweizer Zweitligisten Étoile Carouge und dem Amateurklub FC Collex-Bossy ließ er anschließend bis 1989 die Karriere ausklingen.